# Torre Iberdrola

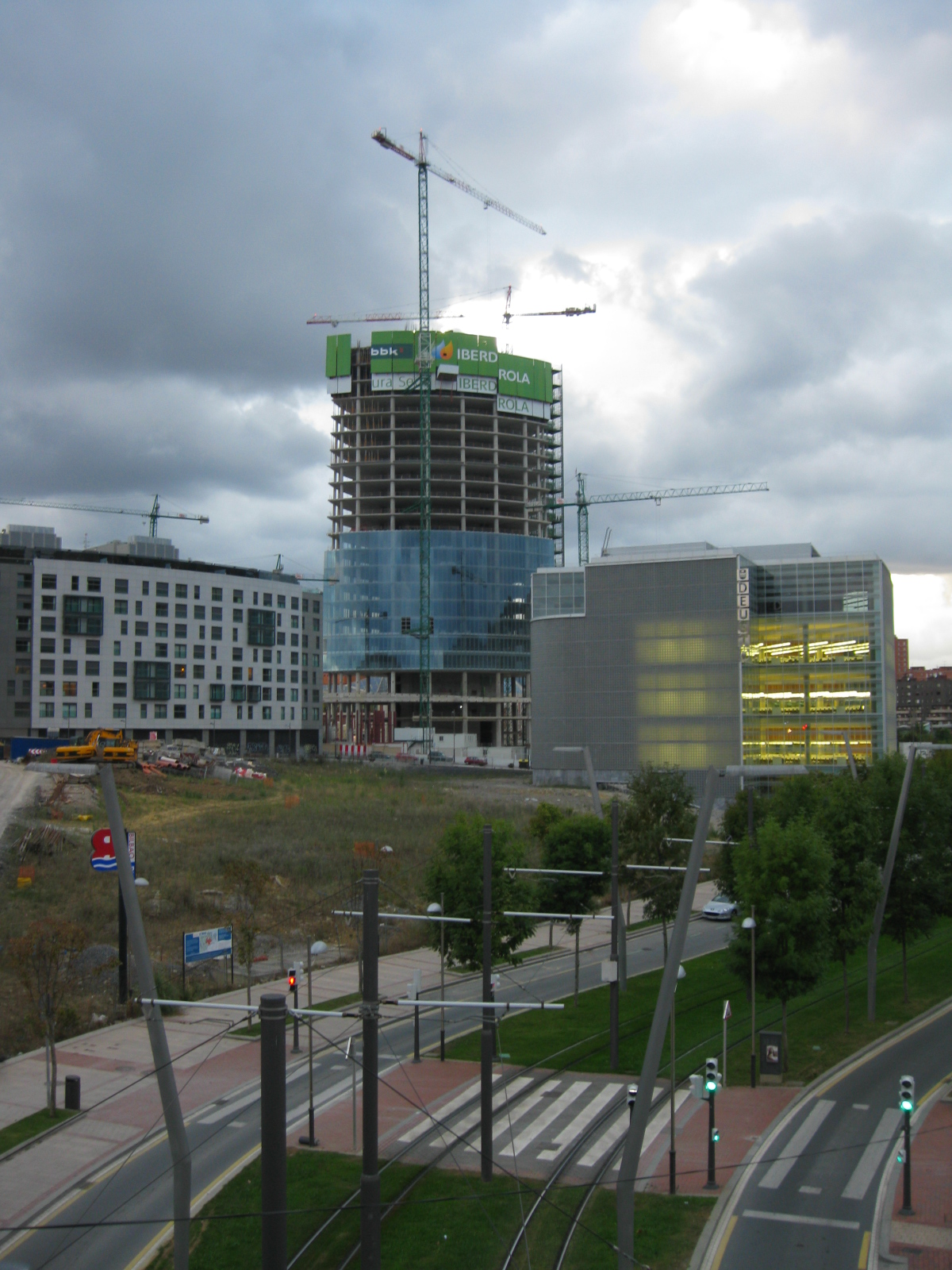
Konstruktion Mitte September 2009.

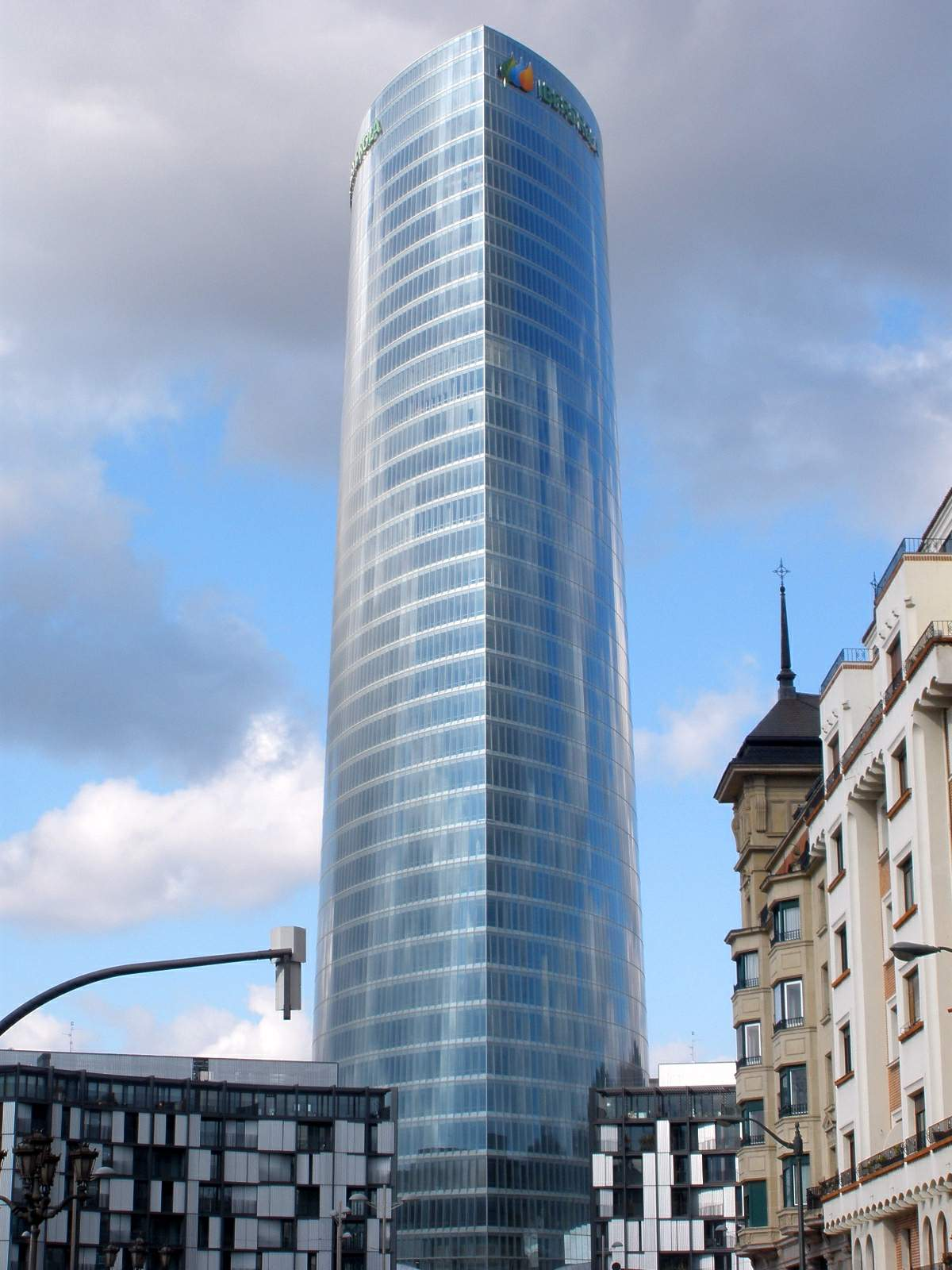
Ansicht vom Plaza Euskadi aus

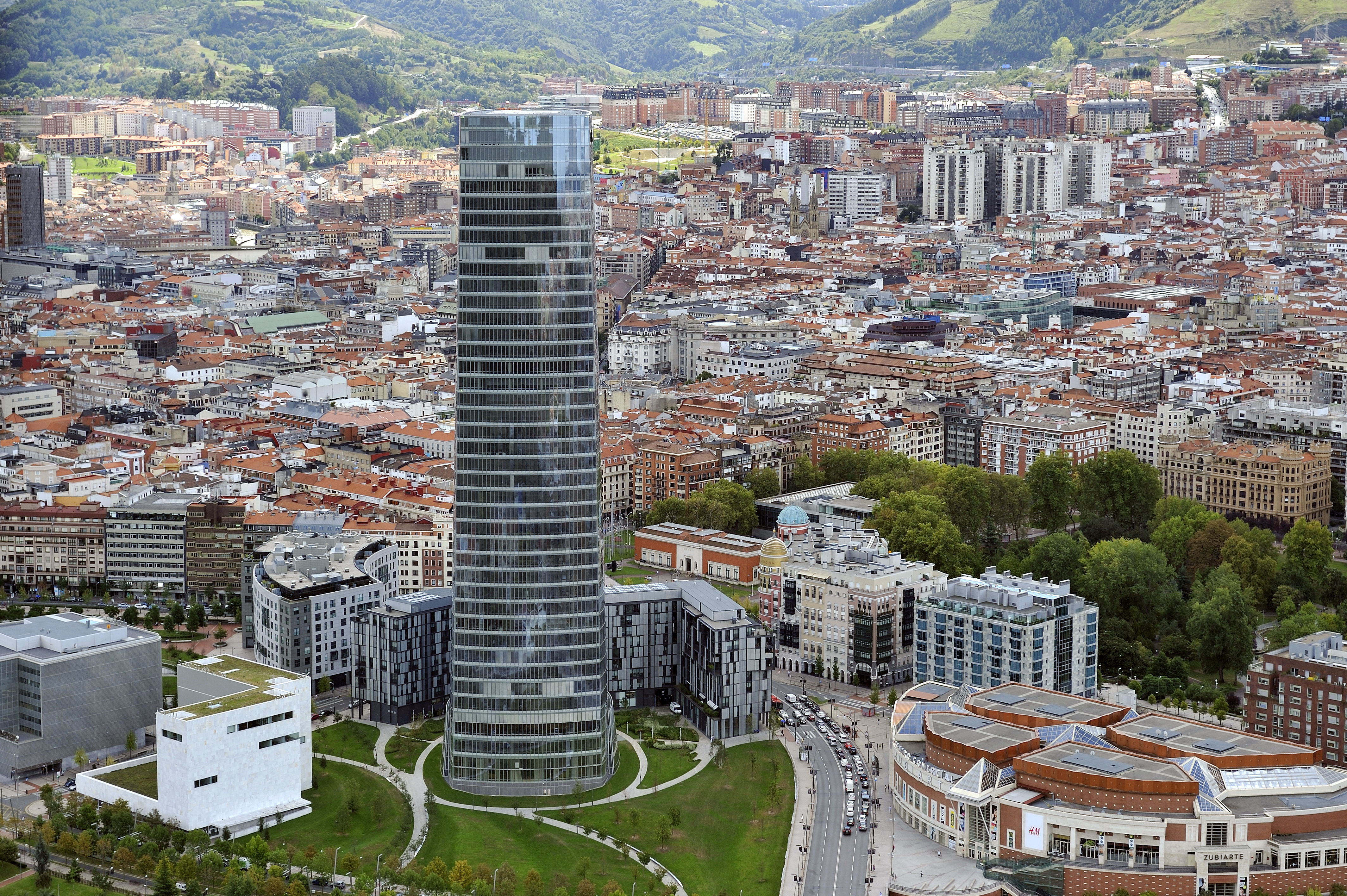

Der Torre Iberdrola ist ein 165 Meter hoher Wolkenkratzer am Euskadi Plaza in unmittelbarer nördlicher Nähe zum Zentrum von Bilbao und zugleich nahe der Ría de Bilbao. Am 19. März 2007 wurde mit den Arbeiten für die Baugrube (für fünf Untergeschosse) begonnen; mit Errichtung des ersten 70 m hohen Kranes am 15. Mai 2008 begannen die Arbeiten für den Hochbau. Die Fertigstellung des Bauwerks datiert Ende des Jahres 2011. In Anwesenheit des spanischen Königs Juan Carlos fand am 21. Februar 2012 die offizielle Einweihung des Iberdrola-Turms statt.
Der Entwurf für den Büroturm stammt vom argentinischen Architekten César Pelli, der in den USA eingebürgert  wurde und von dort mehrere international bemerkenswerte Hochhäuser entwarf. Dem Turmbau in Bilbao war eine langjährige Phase der Projektentwicklung seit 1998 vorausgegangen, da ursprünglich auf einem ehemaligen Industriegebiet mit rd. 350.000 m² ein Komplex mit zwei hohen Türmen entstehen sollte. Jedoch einigte man sich aus Gründen der Finanzierung auf den Entwurf des Architekten César Pelli (an diesem Entwurf beteiligte sich auch das Architektenteam Aguinaga y Asociados Arquitectos) für einen Turm mit 150 m Höhe und eine angrenzende Bebauung mit Wohnblöcken mit bis zu 10 Etagen. Mit der Weiterentwicklung des Entwurfs für die tatsächliche Bauausführung kam es zum Bau des achthöchsten Wolkenkratzers in Spanien und dem höchsten im Norden des Landes. Der Turm ist 165 Meter hoch. Auf 41 Stockwerke, davon vier Technik-Etagen, verteilen sich rund 50.000 m² Nutzfläche. In den fünf Untergeschossen befinden sich neben weiteren Technik-Installationen auch 717 Fahrzeugparkplätze in Verbindung mit dem Parking unter dem Euskadi Plaza. Die angesetzten Baukosten für den Torre Iberdrola betrugen 210 Millionen Euro.
Das Gebäude hat eine gleichschenklige Dreiecksform mit zwei gleich langen und leicht gekrümmten Seiten. 21 Aufzüge verbinden die 41 Etagen. Die Fassaden bestehen aus einer doppelten Glashaut mit effizienter Klimatisierung; die Glasfassaden ermöglichen weiträumigen Blick auf die Stadt und den Fluss bis zur Mündung. Das Gebäude hat die LEED-Zertifizierung (Leader in Energy Efficiency and Sustainable Design). Die Struktur besteht aus einem zentralen Kern, kreisförmigen Stützen in der Außenkontur und massiven Bodenplatten. Der zentrale Kern enthält die Aufzugsschächte (3 Gruppen), Servicebereiche und die Kommunikationsinstallationen für diverse Einrichtungen. Die Stahlbetonwände wurden mit einem selbstkletternden Schalungssystem ausgeführt. Die Eingangshalle hat eine Fläche von 2770 m² und eine Höhe von 10 m am höchsten Punkt; die Fläche ist einschließlich eines Gartenbereichs angegeben. Ein Hubschrauberlandeplatz mit einem Durchmesser von 18 Metern wird nur für Sanitäts- oder Notflüge verwendet.
Der Turm befindet sich auf dem Grundstück 204 des PERI von Abandoibarra im Stadtteil Abando, wo sich auch die meisten Bürogebäude der Stadt befinden. Der Turm wird ausschließlich als Bürogebäude genutzt. Die zehn oberen Stockwerke sind der Iberdrola vorbehalten, die zu dem Zweck auch den Hauptsitz des Unternehmens dorthin verlegt hat. Der Rest der Stockwerke wird auf Mietbasis vermarktet.